# Мазрае-Нов
Мазрае-Нов (перс. مزرعه نو) — село в Ірані, у дегестані Мазрае-Нов, у Центральному бахші, шахрестані Аштіан остану Марказі. За даними перепису 2006 року, його населення становило 679 осіб, що проживали у складі 225 сімей.

## Клімат
Середня річна температура становить 13,34 °C, середня максимальна – 33,01 °C, а середня мінімальна – -9,53 °C. Середня річна кількість опадів – 226 мм.
| Клімат поселення                              | Клімат поселення | Клімат поселення | Клімат поселення | Клімат поселення | Клімат поселення | Клімат поселення | Клімат поселення | Клімат поселення | Клімат поселення | Клімат поселення | Клімат поселення | Клімат поселення | Клімат поселення |
| Показник                                      | Січ.             | Лют.             | Бер.             | Квіт.            | Трав.            | Черв.            | Лип.             | Серп.            | Вер.             | Жовт.            | Лист.            | Груд.            |                  |
| Середній максимум, °C                         | 8,70             | 11,06            | 16,24            | 22,06            | 26,49            | 31,34            | 33,01            | 31,44            | 27,77            | 22,04            | 15,57            | 9,32             |                  |
| Середня температура, °C                       | −0,43            | 1,93             | 7,13             | 12,97            | 17,40            | 22,22            | 26,32            | 24,74            | 21,07            | 15,34            | 8,88             | 2,62             |                  |
| Середній мінімум, °C                          | −9,53            | −7,18            | −1,98            | 3,84             | 8,26             | 13,12            | 19,60            | 18,02            | 14,37            | 8,63             | 2,18             | −4,09            |                  |
| Норма опадів, мм                              | 33               | 33               | 42               | 28               | 23               | 3                | 1                | 1                | 0                | 10               | 21               | 31               |                  |
| Середньомісячна швидкість вітру, м/с          | 1.46             | 2.00             | 2.55             | 2.86             | 2.68             | 2.50             | 2.76             | 2.39             | 2.18             | 2.13             | 1.94             | 1.22             |                  |
| Середньомісячна сонячна радіація, кДж/м²·день | 9388             | 12632            | 15133            | 18585            | 22405            | 26721            | 26056            | 24128            | 21004            | 15585            | 11173            | 9133             |                  |
| --------------------------------------------- | ---------------- | ---------------- | ---------------- | ---------------- | ---------------- | ---------------- | ---------------- | ---------------- | ---------------- | ---------------- | ---------------- | ---------------- | ---------------- |
| Джерело:                                      |                  |                  |                  |                  |                  |                  |                  |                  |                  |                  |                  |                  |                  |